# Pineny
Pineny jsou organické sloučeniny patřící mezi terpeny. Jsou součástí mnoha přírodních silic, vyskytují se například v terpentýnu. Chemicky jde o konstituční izomery, lišící se polohou dvojné vazby.

α-pinen
β-pinen